# Patricio Loustau
Patricio Loustau, (Buenos Aires, 15 de abril de 1975) é um árbitro de futebol argentino que faz parte do quadro da Federação Internacional de Futebol (FIFA) desde 2011.

## Carreira
Loustau foi árbitro da Copa América de 2016. Em 30 de janeiro de 2021, apitou a final da Copa Libertadores, entre Palmeiras e Santos. Em 29/10/2022 apitou a final da Libertadores em Guayaquil, entre Flamengo e Athletico Paranaense.